# Звёздный датчик

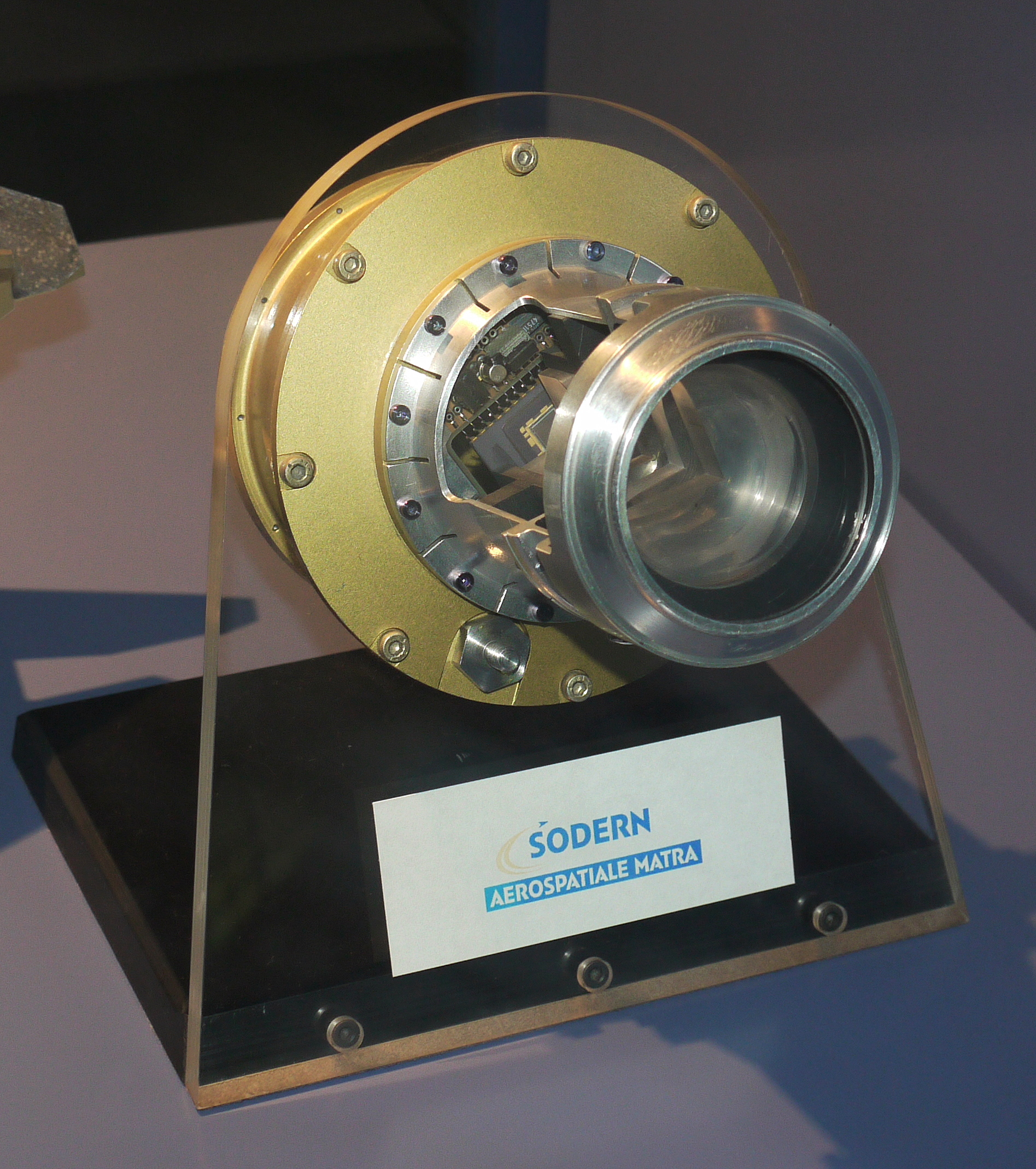
Оптическая система звёздного датчика SED12 космической обсерватории Гранат

Звёздный датчик (англ. star tracker) — прибор в составе космического аппарата, предназначенный для определения ориентации. Является чувствительным элементом системы ориентации космического аппарата.
В конце 1980-х начали применяться широкопольные датчики на основе ПЗС-матриц, которые сравнивают полученное изображение звёздного неба с имеющимся в памяти звёздным каталогом.
Датчик может быть как автономным прибором, содержащим блок обработки данных, так и использовать для этой цели вычислительные мощности бортовой ЭВМ.

## Комбинированные приборы
При эксплуатации звёздного датчика возможен ряд нештатных ситуаций, как то:
- засветка матрицы Солнцем или другими телами,
- слишком быстрое вращение спутника.[3]

Для борьбы с этими явлениями звёздный датчик комбинируют с гироскопом. Также дополнительно может быть установлен приёмник сигналов ГЛОНАСС/GPS.

## Производители
В мире насчитывается более 10 производителей звёздных датчиков, среди них можно отметить:
- ИКИ РАН, http://www.iki.rssi.ru Архивная копия от 13 ноября 2011 на Wayback Machine
- ОАО НПП «Геофизика-Космос» (прежнее название ГП НПО «Геофизика»), http://www.geofizika-cosmos.ru Архивная копия от 2 апреля 2022 на Wayback Machine
- МОКБ «Марс», http://www.mars-mokb.ru Архивная копия от 30 апреля 2012 на Wayback Machine
- SODERN, http://www.sodern.com
- Jena-Optronik, http://www.jena-optronik.de Архивная копия от 13 августа 2020 на Wayback Machine
- Galileo Avionica, http://www.selexgalileo.com (недоступная ссылка)
- Ball Aerospace, http://www.ballaerospace.com Архивная копия от 3 апреля 2016 на Wayback Machine
- Goodrich, http://isr.goodrich.com
- //// Terma, http://www.terma.com Архивная копия от 14 ноября 2012 на Wayback Machine